# Georg August Goldfuss
Georg August Goldfuss (18 april 1782, Bayreuth - 2 oktober 1848, Bonn) was een Duitse paleontoloog en zoöloog.
Goldfuss werd geboren in Thurnau in de buurt van Bayreuth. Hij genoot zijn opleiding in Erlangen, waar hij in 1804 zijn Ph.D. kreeg en in 1818 professor werd in de zoölogie. Hij werd vervolgens benoemd tot hoogleraar in de zoölogie en mineralogie aan de Rheinische Friedrich-Wilhelms Universiteit. Geholpen door graaf Georg zu Münster gaf hij het belangrijke Petrefacta Germaniae (1826-44) uit, een werk dat bedoeld was om de ongewervelde fossielen van Duitsland te illustreren, maar verder dan de sponzen, koralen, crinoids, stekelhuidigen en een deel van de mollusca kwam hij niet. Goldfuss stierf in Bonn. 
- Bibsys: 2078803
- Author citation (botany): Goldfuss
- Stuttgart Database of Scientific Illustrators 1450–1950: 7170
- Gemeinsame Normdatei: 100151310
- International Standard Name Identifier: 0000 0001 2210 6736
- Library of Congress Control Number: n87110883
- Nationale Bibliotheek van Israël: 987007327271205171
- Nederlandse Thesaurus van Auteursnamen: 121696219
- Système universitaire de documentation: 144233207
- Virtual International Authority File: 44642581
- WorldCat: E39PBJrWDp4TxCVGQ9RmxcxhpP